# Popé
Popé (Po'pay ; né vers 1630 et mort vers 1688) était un chef religieux amérindien, de la tribu des Tewas. Il prit la tête de la révolte des Pueblos contre les colons espagnols en 1680, dans l'actuel Nouveau-Mexique. 